# Everton Football Club 2025-2026
Questa voce raccoglie le informazioni riguardanti l'Everton Football Club nelle competizioni ufficiali della stagione 2025-2026.

## Stagione
Questa stagione è la 34ª in Premier League per l'Everton. Oltre alla partecipazione in Premier League, l'Everton prenderà parte alla FA Cup e alla EFL Cup.

## Maglie e sponsor
Lo sponsor tecnico è Castore.
| Casa | Trasferta | Terza divisa |

## Rosa
Di seguito la rosa (numerazione aggiornate al 17 agosto 2025).
| N. |                        | Ruolo | Calciatore       |
| -- | ---------------------- | ----- | ---------------- |
| 1  | Inghilterra (bandiera) | P     | Jordan Pickford  |
| 2  | Scozia (bandiera)      | D     | Nathan Patterson |
| 5  | Inghilterra (bandiera) | D     | Michael Keane    |
| 6  | Inghilterra (bandiera) | D     | James Tarkowski  |
| 7  | Inghilterra (bandiera) | C     | Dwight McNeil    |
| 9  | Portogallo (bandiera)  | A     | Beto             |
| 10 | Senegal (bandiera)     | A     | Iliman Ndiaye    |
| 11 | Francia (bandiera)     | A     | Thierno Barry    |
| 12 | Irlanda (bandiera)     | P     | Mark Travers     |
| 15 | Irlanda (bandiera)     | D     | Jake O'Brien     |
| 17 | Portogallo (bandiera)  | A     | Youssef Chermiti |
| 18 | Inghilterra (bandiera) | A     | Jack Grealish    |

| N. |                        | Ruolo | Calciatore                |
| -- | ---------------------- | ----- | ------------------------- |
| 19 | Ucraina (bandiera)     | D     | Vitalij Mykolenko         |
| 22 | Inghilterra (bandiera) | C     | Kiernan Dewsbury-Hall     |
| 23 | Irlanda (bandiera)     | D     | Séamus Coleman (capitano) |
| 24 | Argentina (bandiera)   | C     | Carlos Alcaraz            |
| 27 | Senegal (bandiera)     | C     | Idrissa Gueye             |
| 32 | Inghilterra (bandiera) | D     | Jarrad Branthwaite        |
| 37 | Inghilterra (bandiera) | C     | James Garner              |
| 39 | Marocco (bandiera)     | D     | Adam Aznou                |
| 42 | Inghilterra (bandiera) | D     | Tim Iroegbunam            |
| 45 | Inghilterra (bandiera) | C     | Harrison Armstrong        |
| 53 | Inghilterra (bandiera) | P     | Harry Tyrer               |
|    | Irlanda (bandiera)     | P     | Tom King                  |

## Calciomercato

### Sessione estiva
| Acquisti         | Acquisti              | Acquisti        | Acquisti                     |
| R.               | Nome                  | da              | Modalità                     |
| ---------------- | --------------------- | --------------- | ---------------------------- |
| P                | Mark Travers          | Bournemouth     | definitivo (4,6 milioni €)   |
| P                | Tom King              | Wolverhampton   | gratuito                     |
| D                | Adam Aznou            | Bayern Monaco   | definitivo (9 milioni €)     |
| C                | Kiernan Dewsbury-Hall | Chelsea         | definitivo (28,65 milioni €) |
| C                | Carlos Alcaraz        | Flamengo        | definitivo (15 milioni €)    |
| A                | Thierno Barry         | Villarreal      | definitivo (30 milioni €)    |
| A                | Jack Grealish         | Manchester City | prestito                     |
| Altre operazioni |                       |                 |                              |
| R.               | Nome                  | da              | Modalità                     |

| Cessioni         | Cessioni              | Cessioni            | Cessioni                 |
| R.               | Nome                  | da                  | Modalità                 |
| ---------------- | --------------------- | ------------------- | ------------------------ |
| P                | Asmir Begović         |                     | svincolato               |
| P                | João Virgínia         |                     | svincolato               |
| D                | Mason Holgate         |                     | svincolato               |
| D                | Ashley Young          |                     | svincolato               |
| C                | Orel Mangala          | Olympique Lione     | fine prestito            |
| C                | Jack Harrison         | Leeds Utd           | fine prestito            |
| C                | Abdoulaye Doucouré    |                     | svincolato               |
| A                | Armando Broja         | Chelsea             | fine prestito            |
| A                | Neal Maupay           | Olympique Marsiglia | definitivo (4 milioni €) |
| A                | Jesper Lindstrøm      | Napoli              | fine prestito            |
| A                | Dominic Calvert-Lewin |                     | svincolato               |
| Altre operazioni |                       |                     |                          |
| R.               | Nome                  | a                   | Modalità                 |
| P                | Billy Crellin         |                     | svincolato               |

### Sessione invernale
| Acquisti         | Acquisti         | Acquisti         | Acquisti         |
| R.               | Nome             | da               | Modalità         |
| Altre operazioni | Altre operazioni | Altre operazioni | Altre operazioni |
| R.               | Nome             | da               | Modalità         |
| ---------------- | ---------------- | ---------------- | ---------------- |

| Cessioni         | Cessioni         | Cessioni         | Cessioni         |
| R.               | Nome             | a                | Modalità         |
| Altre operazioni | Altre operazioni | Altre operazioni | Altre operazioni |
| R.               | Nome             | da               | Modalità         |
| ---------------- | ---------------- | ---------------- | ---------------- |

## Risultati

### Premier League

#### Girone di andata
| Arbitro: | Kavanagh |

|                   |           |  |
| Nmecha 84’ (rig.) | Marcatori |  |

| Liverpool 23 agosto 2025, ore --:-- WEST 2ª giornata | Everton | – | Brighton | Everton Stadium |

| Wolverhampton 30 agosto 2025, ore --:-- WEST 3ª giornata | Wolverhampton | – | Everton | Molineux Stadium |

| Liverpool 13 settembre 2025, ore --:-- WEST 4ª giornata | Everton | – | Aston Villa | Everton Stadium |

| Liverpool 20 settembre 2025, ore --:-- WEST 5ª giornata | Liverpool | – | Everton | Anfield |

| Liverpool 27 settembre 2025, ore --:-- WEST 6ª giornata | Everton | – | West Ham Utd | Everton Stadium |

| Liverpool 4 ottobre 2025, ore --:-- WEST 7ª giornata | Everton | – | Crystal Palace | Everton Stadium |

| Manchester 18 ottobre 2025, ore --:-- WEST 8ª giornata | Manchester City | – | Everton | Etihad Stadium |

| Liverpool 25 ottobre 2025, ore --:-- WEST 9ª giornata | Everton | – | Tottenham | Everton Stadium |

| Sunderland 1º novembre 2025, ore --:-- WET 10ª giornata | Sunderland | – | Everton | Stadium of Light |

| Liverpool 8 novembre 2025, ore --:-- WET 11ª giornata | Everton | – | Fulham | Everton Stadium |

| Manchester 22 novembre 2025, ore --:-- WET 12ª giornata | Manchester Utd | – | Everton | Old Trafford |

| Liverpool 29 novembre 2025, ore --:-- WET 13ª giornata | Everton | – | Newcastle Utd | Everton Stadium |

| Bournemouth 3 dicembre 2025, ore --:-- WET 14ª giornata | Bournemouth | – | Everton | Dean Court |

| Liverpool 6 dicembre 2025, ore --:-- WET 15ª giornata | Everton | – | Nottingham Forest | Everton Stadium |

| Londra 13 dicembre 2025, ore --:-- WET 16ª giornata | Chelsea | – | Everton | Stamford Bridge |

| Liverpool 20 dicembre 2025, ore --:-- WET 17ª giornata | Everton | – | Arsenal | Everton Stadium |

| Burnley 27 dicembre 2025, ore --:-- WET 18ª giornata | Burnley | – | Everton | Turf Moor |

| Nottingham 30 dicembre 2025, ore --:-- WET 19ª giornata | Nottingham Forest | – | Everton | City Ground |

#### Girone di ritorno
| Liverpool 3 gennaio 2026, ore --:-- WET 20ª giornata | Everton | – | Brentford | Everton Stadium |

| Liverpool 7 gennaio 2026, ore --:-- WET 21ª giornata | Everton | – | Wolverhampton | Everton Stadium |

| Birmingham 17 gennaio 2026, ore --:-- WET 22ª giornata | Aston Villa | – | Everton | Villa Park |

| Liverpool 24 gennaio 2026, ore --:-- WET 23ª giornata | Everton | – | Leeds Utd | Everton Stadium |

| Brighton & Hove 31 gennaio 2026, ore --:-- WET 24ª giornata | Brighton | – | Everton | Falmer Stadium |

| Londra 7 febbraio 2026, ore --:-- WET 25ª giornata | Fulham | – | Everton | Craven Cottage |

| Liverpool 11 febbraio 2026, ore --:-- WET 26ª giornata | Everton | – | Bournemouth | Everton Stadium |

| Liverpool 21 febbraio 2026, ore --:-- WET 27ª giornata | Everton | – | Manchester Utd | Everton Stadium |

| Newcastle upon Tyne 28 febbraio 2026, ore --:-- WET 28ª giornata | Newcastle Utd | – | Everton | St James' Park |

| Liverpool 4 marzo 2026, ore --:-- WET 29ª giornata | Everton | – | Burnley | Everton Stadium |

| Londra 14 marzo 2026, ore --:-- WEST 30ª giornata | Arsenal | – | Everton | Emirates Stadium |

| Liverpool 21 marzo 2026, ore --:-- WEST 31ª giornata | Everton | – | Chelsea | Everton Stadium |

| Londra 11 aprile 2026, ore --:-- WEST 32ª giornata | Brentford | – | Everton | Brentford Community Stadium |

| Liverpool 18 aprile 2026, ore --:-- WEST 33ª giornata | Everton | – | Liverpool | Everton Stadium |

| Londra 25 aprile 2026, ore --:-- WEST 34ª giornata | West Ham Utd | – | Everton | London Stadium |

| Liverpool 2 maggio 2026, ore --:-- WEST 35ª giornata | Everton | – | Manchester City | Everton Stadium |

| Londra 9 maggio 2026, ore --:-- WEST 36ª giornata | Crystal Palace | – | Everton | Selhurst Park |

| Liverpool 17 maggio 2026, ore --:-- WEST 37ª giornata | Everton | – | Sunderland | Everton Stadium |

| Londra 24 maggio 2026, ore --:-- WEST 38ª giornata | Tottenham | – | Everton | Tottenham Hotspur Stadium |

## Statistiche finali

### Statistiche di squadra
| Competizione   | Punti | In casa | In casa | In casa | In casa | In casa | In casa | In trasferta | In trasferta | In trasferta | In trasferta | In trasferta | In trasferta | Totale | Totale | Totale | Totale | Totale | Totale | DR |
| Competizione   | Punti | G       | V       | N       | P       | Gf      | Gs      | G            | V            | N            | P            | Gf           | Gs           | G      | V      | N      | P      | Gf     | Gs     | DR |
| -------------- | ----- | ------- | ------- | ------- | ------- | ------- | ------- | ------------ | ------------ | ------------ | ------------ | ------------ | ------------ | ------ | ------ | ------ | ------ | ------ | ------ | -- |
| Premier League | 0     | 0       | 0       | 0       | 0       | 0       | 0       | 1            | 0            | 0            | 1            | 0            | 1            | 1      | 0      | 0      | 1      | 0      | 1      | -1 |
| FA Cup         | -     | 0       | 0       | 0       | 0       | 0       | 0       | 0            | 0            | 0            | 0            | 0            | 0            | 0      | 0      | 0      | 0      | 0      | 0      | 0  |
| League Cup     | -     | 0       | 0       | 0       | 0       | 0       | 0       | 0            | 0            | 0            | 0            | 0            | 0            | 0      | 0      | 0      | 0      | 0      | 0      | 0  |
| Totale         | -     | 0       | 0       | 0       | 0       | 0       | 0       | 1            | 0            | 0            | 1            | 0            | 1            | 1      | 0      | 0      | 1      | 0      | 1      | -1 |

### Andamento in campionato
| Giornata  | 1 | 2 | 3 | 4 | 5 | 6 | 7 | 8 | 9 | 10 | 11 | 12 | 13 | 14 | 15 | 16 | 17 | 18 | 19 | 20 | 21 | 22 | 23 | 24 | 25 | 26 | 27 | 28 | 29 | 30 | 31 | 32 | 33 | 34 | 35 | 36 | 37 | 38 |
| --------- | - | - | - | - | - | - | - | - | - | -- | -- | -- | -- | -- | -- | -- | -- | -- | -- | -- | -- | -- | -- | -- | -- | -- | -- | -- | -- | -- | -- | -- | -- | -- | -- | -- | -- | -- |
| Luogo     | T |   |   |   |   |   |   |   |   |    |    |    |    |    |    |    |    |    |    |    |    |    |    |    |    |    |    |    |    |    |    |    |    |    |    |    |    |    |
| Risultato | P |   |   |   |   |   |   |   |   |    |    |    |    |    |    |    |    |    |    |    |    |    |    |    |    |    |    |    |    |    |    |    |    |    |    |    |    |    |
| Posizione |   |   |   |   |   |   |   |   |   |    |    |    |    |    |    |    |    |    |    |    |    |    |    |    |    |    |    |    |    |    |    |    |    |    |    |    |    |    |

Legenda:

Luogo: C = Casa; T = Trasferta. Risultato: V = Vittoria; N = Pareggio; P = Sconfitta.

### Statistiche dei giocatori
Sono in corsivo i calciatori che hanno lasciato la società a stagione in corso.
| Giocatore        | Premier League | Premier League | Premier League | Premier League | FA Cup   | FA Cup | FA Cup      | FA Cup     | League Cup | League Cup | League Cup  | League Cup | Totale   | Totale | Totale      | Totale     |
| Giocatore        | Presenze       | Reti           | Ammonizioni    | Espulsioni     | Presenze | Reti   | Ammonizioni | Espulsioni | Presenze   | Reti       | Ammonizioni | Espulsioni | Presenze | Reti   | Ammonizioni | Espulsioni |
| ---------------- | -------------- | -------------- | -------------- | -------------- | -------- | ------ | ----------- | ---------- | ---------- | ---------- | ----------- | ---------- | -------- | ------ | ----------- | ---------- |
| J. Pickford      | 1              | -1             | 0              | 0              | 0        | 0      | 0           | 0          | 0          | 0          | 0           | 0          | 1        | -1     | 0           | 0          |
| M. Travers       | 0              | 0              | 0              | 0              | 0        | 0      | 0           | 0          | 0          | 0          | 0           | 0          | 0        | 0      | 0           | 0          |
| A. Aznou         | 0              | 0              | 0              | 0              | 0        | 0      | 0           | 0          | 0          | 0          | 0           | 0          | 0        | 0      | 0           | 0          |
| N. Patterson     | 0              | 0              | 0              | 0              | 0        | 0      | 0           | 0          | 0          | 0          | 0           | 0          | 0        | 0      | 0           | 0          |
| J. Tarkowski     | 1              | 0              | 0              | 0              | 0        | 0      | 0           | 0          | 0          | 0          | 0           | 0          | 1        | 0      | 0           | 0          |
| M. Keane         | 1              | 0              | 0              | 0              | 0        | 0      | 0           | 0          | 0          | 0          | 0           | 0          | 1        | 0      | 0           | 0          |
| D. McNeil        | 0              | 0              | 0              | 0              | 0        | 0      | 0           | 0          | 0          | 0          | 0           | 0          | 0        | 0      | 0           | 0          |
| I. Ndiaye        | 1              | 0              | 0              | 0              | 0        | 0      | 0           | 0          | 0          | 0          | 0           | 0          | 1        | 0      | 0           | 0          |
| Beto             | 1              | 0              | 0              | 0              | 0        | 0      | 0           | 0          | 0          | 0          | 0           | 0          | 1        | 0      | 0           | 0          |
| J. O'Brien       | 1              | 0              | 0              | 0              | 0        | 0      | 0           | 0          | 0          | 0          | 0           | 0          | 1        | 0      | 0           | 0          |
| K. Dewsbury-Hall | 1              | 0              | 0              | 0              | 0        | 0      | 0           | 0          | 0          | 0          | 0           | 0          | 1        | 0      | 0           | 0          |
| Y. Chermiti      | 0              | 0              | 0              | 0              | 0        | 0      | 0           | 0          | 0          | 0          | 0           | 0          | 0        | 0      | 0           | 0          |
| V. Mykolenko     | 0              | 0              | 0              | 0              | 0        | 0      | 0           | 0          | 0          | 0          | 0           | 0          | 0        | 0      | 0           | 0          |
| I. Gueye         | 1              | 0              | 0              | 0              | 0        | 0      | 0           | 0          | 0          | 0          | 0           | 0          | 1        | 0      | 0           | 0          |
| S. Coleman       | 0              | 0              | 0              | 0              | 0        | 0      | 0           | 0          | 0          | 0          | 0           | 0          | 0        | 0      | 0           | 0          |
| C. Alcaraz       | 1              | 0              | 1              | 0              | 0        | 0      | 0           | 0          | 0          | 0          | 0           | 0          | 1        | 0      | 1           | 0          |
| J. Branthwaite   | 0              | 0              | 0              | 0              | 0        | 0      | 0           | 0          | 0          | 0          | 0           | 0          | 0        | 0      | 0           | 0          |
| J. Garner        | 1              | 0              | 0              | 0              | 0        | 0      | 0           | 0          | 0          | 0          | 0           | 0          | 1        | 0      | 0           | 0          |
| T. Iroegbunam    | 1              | 0              | 1              | 0              | 0        | 0      | 0           | 0          | 0          | 0          | 0           | 0          | 1        | 0      | 1           | 0          |
| J. Grealish      | 1              | 0              | 0              | 0              | 0        | 0      | 0           | 0          | 0          | 0          | 0           | 0          | 1        | 0      | 0           | 0          |
| T. Barry         | 1              | 0              | 0              | 0              | 0        | 0      | 0           | 0          | 0          | 0          | 0           | 0          | 1        | 0      | 0           | 0          |